# 1929 en bande dessinée
| Années de la bande dessinée : 1926 - 1927 - 1928 - 1929 - 1930 - 1931 - 1932    |
| Décennies de la bande dessinée : 1890 - 1900 - 1910 - 1920 - 1930 - 1940 - 1950 |

Cet article présente les faits marquants de l'année 1929 en bande dessinée.

## Évènements
- 7 janvier : Adaptation en bande dessinée des aventures de Tarzan par Harold Foster.
- 10 janvier : Début des Aventures de Tintin par Hergé dans Le Petit Vingtième, un supplément du journal Le Vingtième Siècle destiné aux jeunes : « Tintin au pays des Soviets ».
- 17 janvier :  Création du personnage de Popeye par Elzie Crisler Segar.
- Aux États-Unis, publication du comic-strip Buck Rogers.

## Nouveaux albums
Voir aussi : Albums de bande dessinée sortis en 1929

### Franco-belge
| Sortie     | Titre                      | Scénariste | Dessinateur | Coloriste | Éditeur |
| ---------- | -------------------------- | ---------- | ----------- | --------- | ------- |
| 10 janvier | Tintin au pays des Soviets | Hergé      | Hergé       | n&b       |         |
| ?          | …                          |            |             |           |         |

### Comics
| Sortie | Titre       | Scénariste | Dessinateur | Coloriste | Éditeur |
| ------ | ----------- | ---------- | ----------- | --------- | ------- |
| ?      | à compléter |            |             |           |         |
| ?      | …           |            |             |           |         |

## Naissances

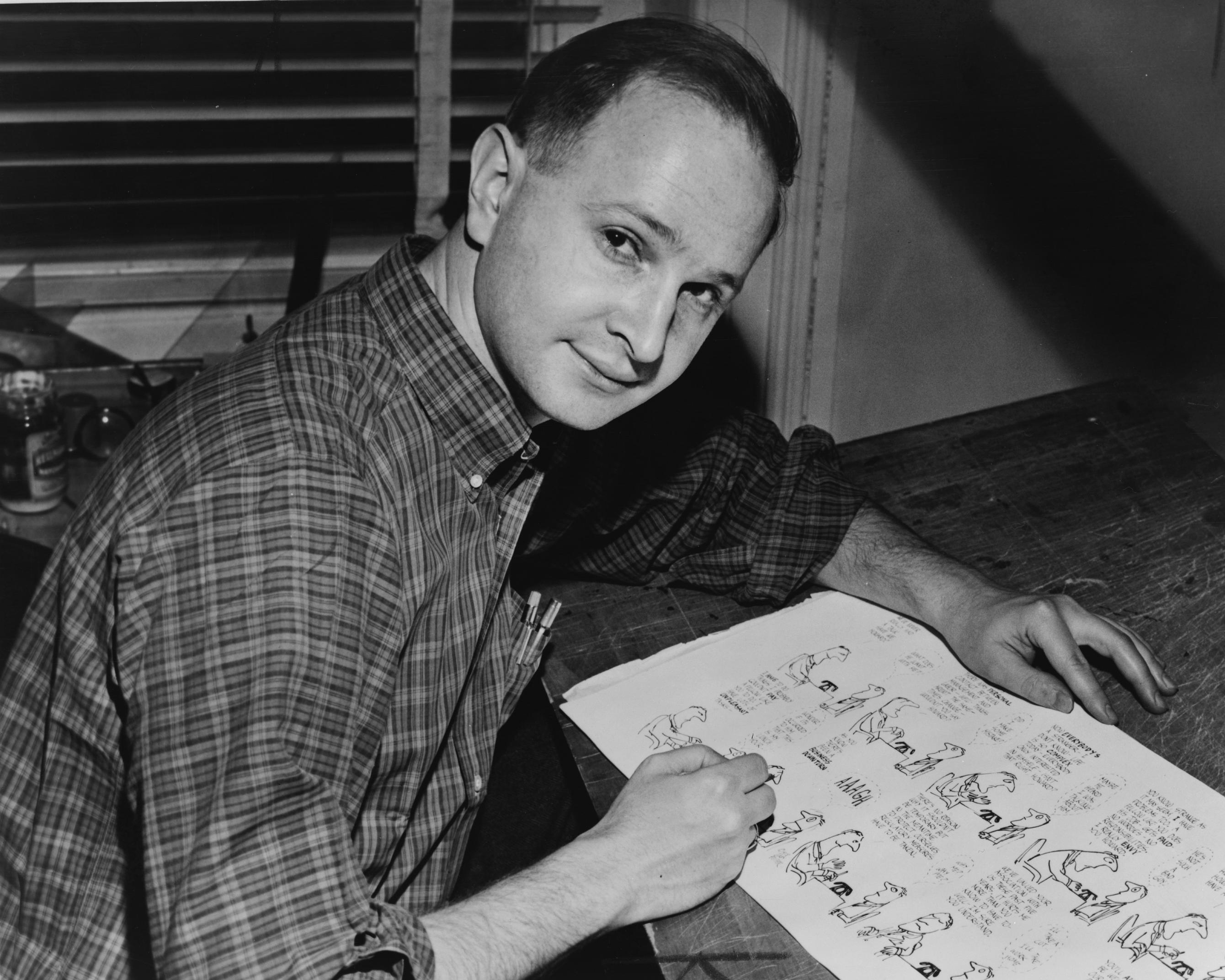
Jules Feiffer

- 2 janvier : Don Heck, dessinateur de comics
- 5 janvier : Russ Manning
- 26 janvier : Jules Feiffer dessinateur de BD, mort en 2025
- 27 janvier : Pilamm, dessinateur de BD français.
- 2 février : Antonio Parras
- 7 février : Alejandro Jodorowsky
- 21 mars : Gallieno Ferri
- 29 mars : Mort Drucker
- 30 mai : Frank Jacobs, scénariste de comics
- 13 juin : John D'Agostino, dessinateur de comics
- 9 juillet : Gébé
- 9 août : Fred Fredericks, auteur de comics
- 21 août : Marie Severin, auteure de comics
- 27 août : Don Perlin, auteur de comics
- 2 novembre : Pierre Dupuis
- 6 décembre : Frank Springer, dessinateur de comics
- Naissances de Owen McCarron